# Molesmes
Molesmes és un municipi francès, situat al departament del Yonne i a la regió de Borgonya - Franc Comtat. L'any 2007 tenia 167 habitants.

## Demografia

### Població
El 2007 la població de fet de Molesmes era de 167 persones. Hi havia 60 famílies, de les quals 12 eren unipersonals (12 homes vivint sols), 20 parelles sense fills, 24 parelles amb fills i 4 famílies monoparentals amb fills.
La població ha evolucionat segons el següent gràfic:
Habitants censats

### Habitatges
El 2007 hi havia 85 habitatges, 64 eren l'habitatge principal de la família, 13 eren segones residències i 8 estaven desocupats. 83 eren cases i 2 eren apartaments. Dels 64 habitatges principals, 53 estaven ocupats pels seus propietaris, 8 estaven llogats i ocupats pels llogaters i 3 estaven cedits a títol gratuït; 3 tenien dues cambres, 18 en tenien tres, 13 en tenien quatre i 30 en tenien cinc o més. 55 habitatges disposaven pel capbaix d'una plaça de pàrquing. A 25 habitatges hi havia un automòbil i a 38 n'hi havia dos o més.

### Piràmide de població
La piràmide de població per edats i sexe el 2009 era:
| Homes | Edats   | Dones |
| ----- | ------- | ----- |
| 0     | 95 o +  | 0     |
| 0     | 90 a 94 | 0     |
| 4     | 85 a 89 | 8     |
| 4     | 80 a 84 | 0     |
| 4     | 75 a 79 | 4     |
| 4     | 70 a 74 | 0     |
| 0     | 65 a 69 | 0     |
| 4     | 60 a 64 | 4     |
| 0     | 55 a 59 | 0     |
| 0     | 50 a 54 | 8     |
| 24    | 45 a 49 | 4     |
| 12    | 40 a 44 | 8     |
| 4     | 35 a 39 | 8     |
| 0     | 30 a 34 | 0     |
| 0     | 25 a 29 | 0     |
| 0     | 20 a 24 | 4     |
| 12    | 15 a 19 | 8     |
| 8     | 10 a 14 | 4     |
| 8     | 5 a 9   | 8     |
| 0     | 0 a 4   | 4     |

## Economia
El 2007 la població en edat de treballar era de 107 persones, 82 eren actives i 25 eren inactives. De les 82 persones actives 75 estaven ocupades (43 homes i 32 dones) i 7 estaven aturades (3 homes i 4 dones). De les 25 persones inactives 7 estaven jubilades, 8 estaven estudiant i 10 estaven classificades com a «altres inactius».

### Ingressos
El 2009 a Molesmes hi havia 63 unitats fiscals que integraven 156 persones, la mediana anual d'ingressos fiscals per persona era de 18.257 €.

### Activitats econòmiques
Dels 4 establiments que hi havia el 2007, 1 era d'una empresa extractiva, 2 d'empreses de construcció i 1 d'una empresa de serveis.
Dels 2 establiments de servei als particulars que hi havia el 2009, 1 era un paleta i 1 guixaire pintor.
L'any 2000 a Molesmes hi havia 7 explotacions agrícoles.

## Equipaments sanitaris i escolars
El 2009 hi havia una escola elemental integrada dins d'un grup escolar amb les comunes properes formant una escola dispersa.

## Poblacions més properes
El següent diagrama mostra les poblacions més properes.